# Прослава (ТВ филм)
„Прослава ” је југословенски ТВ филм из 1973. године. Режирао га је Бранко Плеша а сценарио су написали Давид Албахари (превод), Раша Ливада (превод) и Александар Петровић (адаптација) по делу Дејвида Сторија.

## Улоге
| Глумац           | Улога |
| ---------------- | ----- |
| Милутин Бутковић |       |
| Вука Дунђеровић  |       |
| Петар Банићевић  |       |
| Никола Симић     |       |
| Петар Божовић    |       |
| Љиљана Јанковић  |       |
| Милан Ајваз      |       |